# Убийство братьев Гасангусейновых
Убийство братьев Гасангусейна Гасангусейнова и Наби Гасангусейнова произошло 23 августа 2016 года недалеко от посёлка Гоор-Хиндах в Шамильском районе Дагестана.
Жертвами убийства стали два брата, работавшие пастухами, Гасангусейн и Наби. На момент убийства им было 19 и 17 лет соответственно. Они были застрелены во время спецоперации силовых ведомств республики Дагестан: СОГ-5 УФСБ РФ по РД, ЦПЭ МВД по РД, ФСБ России, ОМВД России по Шамильскому району.

## Биография братьев
Родные братья Гасангусейн (его чаще называли Гасан) и Наби Гасангусейновы родились и выросли в селении Хиндах сельского поселения Гоор Шамильского района Дагестана в семье рабочих Муртазали и Патимат Гасангусейновых. На момент убийства Гасану было 19 лет, он был старше своего брата Наби на два года. Мальчики росли разными по характеру: Гасан был мягкий, размеренный и спокойный, Наби же — шустрый, весёлый и непоседливый. Гасан окончил школу. Наби ушёл после 9-го класса, чтобы вместе с братом работать и содержать семью. И мать, и отец у них инвалиды. Ещё в их семье есть младшая сестра, на момент события она училась в седьмом классе. Семья из пяти человек в основном жила на родительское пособие по инвалидности. Братья работали чабанами и получали примерно по 59 тысяч рублей за 4—5 месяцев работы (как правило, сезон длится с конца апреля по сентябрь).

## Обстоятельства убийства
23 августа 2016 года братья Гасангусейн и Наби пасли скот на хуторе Лагадиб в 3-4 км от села. Гасангусейн пас крупный рогатый скот, а младший брат Наби присматривал за телятами. Вечером 23 августа 2016, загнав скот в загоны, братья позвонили матери, попросили пожарить рыбу на ужин и пошли в сторону села, однако не пришли и на звонки матери не отвечали. Обеспокоенная мать подняла тревогу, и родственники вышли на поиски.
Около шести утра тела братьев, брошенные в кустах по дороге к пастбищу, нашёл их дядя Исрапил Магомедов. Гасангусейн и Наби были без обуви и лежали лицами вниз. Тела убитых были кем-то убраны с тропинки и брошены под куст на обочине дороги, а пятна крови на месте убийства присыпаны песком. На них были чужие куртки (они были на несколько размеров им велики, ни родители, ни родственники не опознали эту одежду). Когда же тела обмывали перед похоронами, выяснилось, что на теле Гасана имелось 8 пулевых ранений, у Наби — 11, а на куртках было всего по два пулевых отверстия. Рядом с телами валялись автоматы, вещмешки и берцы, при этом тапочки, которые обычно носили братья, лежали рядом. Магомедов позвонил односельчанам, и на месте расстрела пастухов быстро собралась толпа людей. К тому времени прибыли полицейские с носилками.
Прибывшие за телами полицейские забрали их ссылаясь на приказ начальства. Сельчане и жители окрестных деревень собравшиеся на тот момент на месте убийства пытались выяснить когда они смогут забрать тела (по исламскому обычаю обряд похорон необходимо совершить в день смерти до захода солнца). Полицейские, сами не понимая сложности положения, ответили, что отдадут их после следственных мероприятий в отделе. Тем временем известие об убийстве пастухов взбудоражило окрестные села: Хиндах, Кахиб и Гоор административно входят в одно сельское поселение и хотя номинально села разные, но находятся они близко и живут общей жизнью. Мужчины стали приходить в районный центр, куда полицейские отвезли тела. Там выяснилось, что тела никто не собирается отдавать, а планируют их везти в Махачкалу «для дальнейших следственных действий». Эта формулировка означала, что тела не вернут никогда — тела «боевиков» не выдают. Их хоронят в безымянных могилах под номерами на кладбище под Махачкалой. После этого сельчане направились в районный центр к зданию Шамильского РОВД. Там они взломали ворота и отобрали у полицейских тела братьев.

## Похороны братьев
Полиция не хотела отдавать тела братьев Гасангусейновых. Сотрудники районного отдела увезли трупы в райцентр — село Хебда, а после отказывались выдавать их родственникам. Получить тела удалось благодаря настойчивости жителей, съехавшихся из всех ближайших селений. Чтобы вынудить полицейских отдать тела убитых братьев, они перекрыли единственный выезд из райцентра. Уроженец села Гоор-Хиндах рассказал, что женщины ворвались в отделение полиции, разоружили находящихся там сотрудников и вынесли тела молодых людей. По одной из версий начальник полиции стрелял в воздух и криками пытался остановить людей, однако его никто не слушал.

## Общая информация о преступлении
В день убийства исполняющий обязанности ОМВД России по Шамильскому району майор полиции Ибрагим Алиев сообщил, что в ходе проведения оперативно-розыскных мероприятий на территории села Гоор-Хиндах и села Кахиб неизвестные открыли огонь по сотрудникам правоохранительных органов. Ответным огнём они были уничтожены. Результатом этого сообщения стали возбужденные уголовные дела 222 ст. УК РФ и 317 ст. УК РФ: «посягательство на жизнь сотрудников правоохранительных органов» и «незаконное хранение и ношение оружия» в отношении неустановленных лиц.
Родным убитых сказали, что братья были боевиками и причастны к нескольким преступлениям совершенным в районе: поджог школы в селе Телетль, взрыв телебашни в селе Хебда, убийство федерального судьи Убайдулы Магомедова из села Ассаб Шамильского района.
По возбужденным делам следствием велась работа и были собраны материалы: генетическая экспертиза, которая должна была показать что братья стреляли из автоматического оружия и другие. Всего 23 тома материалов, однако в этих материалах не было указано никакой информации о сотрудниках правоохранительных органов, ни наименования подразделения, ни каких-либо других данных.
В январе 2017 года отец убитых братьев подал заявление в следственные органы с требованием возбудить уголовное дело по факту убийства. Долгое время следственные органы отказывали в возбуждении дела. Лишь только в конце марта прокурор Дагестана признал, что нет никаких оснований считать убитых боевиками, и отправил материалы для возбуждения уголовного дела на дополнительную проверку. К концу 2017 года уголовные дела в отношении братьев были прекращены, и наконец было возбуждено уголовное дело по 105 ст. УК РФ «убийство» и отец братьев Муртазали Гасангусейнов признан потерпевшим.
От официальных представителей МВД была получена информация, что спецоперация в эти дни в Шамильском районе не проводилась. В ФСБ тоже сообщили, что не проводили спецоперации в этот день.
До возбуждения уголовного дела по статье Убийство (в ноябре 2017 года) официальная позиция следственных органов заключалась в убийстве братьев сотрудниками правоохранительных органов. После возбуждения нового уголовного дела оно ведётся уже в отношении неустановленных лиц.
В конце марта 2018 года новый прокурор республики, Денис Попов, потребовал выделить материалы в отношении исполняющего обязанности ОМВД России по Шамильскому району майора полиции Ибрагима Алиева. Именно он 23 августа 2016 года сообщил недостоверную информацию о спецоперации и из-за этого больше года следствие работало в неправильном направлении, а именно расследовало дела в отношении убитых братьев.
Уникальность дела Гасангусейновых в том, что это первый случай в Дагестане, чтобы после спецоперации было возбуждено уголовное дело об убийстве жертв спецоперации.

## Акции памяти
Родители убитых братьев регулярно выходят на центральную площадь Махачкалы, чтобы добиться встречи с руководством республики. Они требуют «очистить доброе имя своих сыновей», официальных извинений от руководства республики и руководителей силовых ведомств, а также беспристрастного расследования и наказания виновных в этом преступлении.
Родители пытаются согласовать митинг массовой поддержки справедливого расследования убийства своих сыновей. Адвокат семьи регулярно подает заявки на согласование, но министерство юстиции отказывает ссылаясь на проведение ярмарки в дни указанные в заявке, в месте указанном в заявке. На 7-е марта 2020 года было получено 57 официальных отказов.
1 октября 2018 года по разным оценкам от трёхсот до пятисот человек собрались на несанкционированный митинг на главную площадь Махачкалы перед зданием правительства. Акция прошла мирно, правоохранительные органы не стали разгонять и задерживать людей. Во время митинга глава МВД Дагестана Абдурашид Магомедов пообещал встретиться с родителями убитых братьев. Однако, по его словам, он впервые слышит о том что братья могли быть убиты сотрудниками правоохранительными органами и категорически отверг эту версию. В результате этой акции родителям убитых братьев удалось добиться встречи с руководителем дагестанского Следственного управления СКР Сергеем Дубровиным, а на следующий день дело передали в Следственный Комитет России.
В феврале 2019 года на месте убийства, близ села Гоор-Хиндах, был установлен памятный камень. Также к этому месту провели водоснабжение.

## Реакция на убийство
Жестокость и цинизм этого преступления, а также последующих действий сотрудников правоохранительных органов не оставили равнодушными жителей республики и первые дни после события в группах в социальных сетях тема была одной из самых обсуждаемых. В основном, помимо гневных сообщений в адрес силовиков, люди комментировали события в ключе того, что дело «спустят на тормозах», и что «система своих не сдаёт и ошибок не признаёт». Также многие выражали соболезнования родителям убитых. Однако дальше социальных сетей информация практически не проходила. О громком деле в СМИ писали только несколько изданий, считающихся оппозиционными: Медуза, Новая Газета, Кавказ Реалии. В разное время к расследованию пытались подключиться общественные деятели журналист Максим Шевченко, Сажид Сажидов. Но они не смогли создать значимый общественный резонанс вокруг этого убийства, который смог бы послужить катализатором начала независимого расследования. Ситуация начала меняться примерно через два года после произошедшего — в октябре 2018, когда после несанкционированного митинга в Махачкале дело перевели в центральный аппарат СК России, а затем в декабре 2018 журналистка ГТРК Дагестан Елена Еськина в эфире прямой линии попросила президента РФ Владимира Путина помочь с этим делом. После этого, по словам адвоката семьи Джамбулата Гасанова, наметилась положительная тенденция в расследовании, в деле появились новые обстоятельства, возрос интерес СМИ.

### Реакция главы РД Р. Абдулатипова
Рамазан Абдулатипов на тот момент был действующим главой Республики. Через неделю после события на своей странице в социальной сети Instagram опубликовал обращение к жителям Республики с просьбой набраться терпения и пообещал, что дело не будет «спущено на тормозах» и со временем на все вопросы будут даны ответы:

В последние дни в СМИ обсуждается ситуация, которая произошла в местности Харда Бак в двух километрах от селения Гоор-Хиндах Шамильского района. Как сообщили правоохранительные органы, в ходе проведения оперативно розыскных мероприятий произошла перестрелка сотрудников органов с двумя неизвестными.
В результате боестолкновения были убиты молодые люди 1997 и 1999 года рождения.
Также на месте было обнаружено оружие.
По данному факту следственным управлением Следственного комитета Российской Федерации по Республике Дагестан возбуждено Уголовное дело.
Родственники и односельчане убитых отрицают возможность участия молодых людей в незаконных вооруженных формированиях. Также некоторые СМИ ставят под сомнение информацию правоохранительных органов.
По данному делу проводится разбирательство. Я с прокурором республики обсуждал эту проблему, он держит расследование под контролем. Просьба набраться терпения. Всем, у кого есть сомнения, будет дан ответ.

### Реакция министра внутренних дел РД А. Магомедова
1 октября 2018 года во время несанкционированного митинга министр внутренних дел Республики Дагестан Абдурашид Магомедов заявил, что впервые слышит версию о причастности сотрудников правоохранительных органов к убийству. Чуть позже он поправил своё заявление и объяснил, что имел в виду, что сотрудники МВД совершенно точно не причастны к этому преступлению, однако дальнейшие комментарии давать отказался, ссылаясь на то, что официально расследование ведётся Следственным Комитетом.

### Реакция Президента РФ В. Путина
20 декабря 2018 года в ходе пресс-конференции Президента Российской Федерации Владимира Владимировича Путина журналистка ГТРК Дагестан Елена Еськина задала вопрос об этом убийстве и попросила помощи. Путин ответил, что первый раз слышит об этом и обязательно займётся этим вопросом, а также дал поручение Главе СК РФ Бастрыкину заняться этим делом.

### Реакция Главы РД В. Васильева
В январе 2019 глава Дагестана Владимир Васильев впервые прокомментировал это дело. В интервью изданию Новое Дело он сообщил, что братья были убиты сотрудниками правоохранительных органов, однако добавил, что произошедшее было трагической ошибкой, и ни в коем случае нельзя считать предумышленным убийством. Также добавил, что существует группа людей, пытающихся «повысить свой авторитет», занимаясь распространением информации об этом деле.
26 марта 2020 года на сессии Народного Собрания Дагестана с отчетом по проведенной за 2019 год работе выступал министр Внутренних дел республики Абдурашид Магомедов. После отчета депутат Омаргаджи Алиев упрекнул его в отсутствии результатов расследования убийства братьев. Также отметил несправедливость утверждений министра о непричастности сотрудников МВД к этому делу и предложил создать комиссию для обсуждения этого вопроса и попросил главу республики Васильева взять это дело под свой контроль. Владимир Васильев в своем ответе сослался на ситуацию в США.

В США, которые считают себя лидерами и устанавливающими правила цивилизованного мира, более 500 человек в среднем в год убивают полицейские. Никаких расследований не проводится. Вы знаете об этом? Зачем ставить вопрос, который выходит за пределы? Расследование было направлено на федеральный уровень. Что ещё можно сделать? Меня подпустить к расследованию, вас? Не всё однозначно, не всё просто. Есть одна только позиция: не выходить за рамки закона.

### Реакция ВрИО Главы РД С. Меликова
8 октября 2020 года на встрече ВрИО главы Дагестана Сергея Меликова с общественниками республики был затронут вопрос братьев Гасангусейновых. Сергей Меликов сказал: «Я не буду давать никаких обещаний. Я всё это понимаю, и, наверное, понимают все, в том числе и силовики. Но к величайшему сожалению, время уже упущено. Теперь эту рану нужно лечить нам всем. Мы обязательно к этому вернёмся».
25 декабря Сергей Меликов встретился с родителями братьев Гасангусейновых. Меликов выразил им соболезнования и предложил им свою помощь. Муртазали Гасангусейнов предложил С. Меликову посадить на месте гибели детей по одному дереву. Госсекретарь Дагестана Хизри Абакаров сообщил, что планируется открыть фонд, который будет помогать потерявшим детей людям.

## Ход расследования
- 23 августа 2016 года исполняющий обязанности ОМВД России по Шамильскому району майор полиции Ибрагим Алиев сообщил, что в ходе проведения оперативно-розыскных мероприятий на территории села Гоор-Хиндах и села Кахиб неизвестные открыли огонь по сотрудникам правоохранительных органов. Ответным огнём они были уничтожены.
- 29 августа 2016 года Президент Республики Дагестан Рамазан Абдулатипов на своей странице в социальной сети Инстаграм написал, что прокурор республики держит это дело под своим личным контролем и пообещал что со временем будут ответы на все вопросы.[32][8]
- Следователь Магомедов Республиканского Следственного Комитета возбудил уголовные дела по 222 ст. УК РФ и 317 ст. УК РФ: «посягательство на жизнь сотрудников правоохранительных органов» и «незаконное хранение и ношение оружия» в отношении неустановленных лиц.
- 11 ноября 2016 уголовное дело по 317 ст. УК РФ «посягательство на жизнь сотрудников правоохранительных органов» было передано в Следственное управление СК России по Дагестану.[41]
- 31 января 2017 года отец убитых братьев подал заявление в следственные органы с требованием возбудить уголовное дело по факту убийства. Через некоторое время выяснилось, что следственный комитет отказался возбудить уголовное дело[42].
- 23 марта 2017 года отец убитых братьев через суд смог добиться требования об устранении нарушений допущенных следственным комитетом. Прокурор Дагестана признал, что «нет сведений» о том, что убитые братья были боевиками.[42]
- 13 ноября 2017 Европейский суд по правам человека получил жалобу от представителей Муртазали Гасангусейнова. В ней представители отца расстрелянных пастухов жалуются на нарушение статей 2 (право на жизнь), 13 (право на эффективное средство правовой защиты) и 8 (право на уважение частной и семейной жизни) Конвенции о защите прав человека и основных свобод.[6]
- 29 ноября 2017 года стало известно, что следствие прекратило производство по 317-й статье. Было возбуждено уголовное дело по статье 105 УК РФ — «убийство», а отец братьев Муртазали Гасангусейнов признан потерпевшим[2].
- С конца января 2017 года интересы семьи Гасангусейнов представляют новые адвокаты, работающие по договору с ПЦ «Мемориал»[43].
- 27 марта 2018 года новый прокурор республики, Денис Попов, потребовал выделить материалы в отношении исполняющего обязанности ОМВД России по Шамильскому району майора полиции Ибрагима Алиева, сообщившего недостоверную информацию.[2]
- 5 июня 2018 года Европейский суд по правам человека коммуницировал жалобу Муртазали Гасангусейнова. Запросил правительство России предоставить копии всех материалов предварительного расследования обстоятельств гибели Гасангусейновых, всех материалов дел, возбуждённых по тем событиям. Особо суд запросил копии всех отказов в возбуждении уголовных дел, постановлений о завершении расследования уголовного дела, постановлений по апелляциям на эти решения судов. Правительство также должно составить список всех мер в хронологическом порядке, которые власти приняли по каждому из уголовных дел, и предоставить все эти данные до 4 октября 2018 года.[44]
- Начальника районной полиции Ибрагима Алиева перевели участковым в Хунзахский район[45][46].
- 2 октября 2018 года дело об убийстве братьев изъяли из Республиканского следственного комитета и передали в Москву: Постановлением Заместителя Председателя Следственного комитета Российской Федерации уголовное дело, возбуждённое по признакам преступлений, предусмотренных п.п. «а», «ж» ч. 2 ст. 105 УК РФ (убийство двух или более лиц, совершенное группой лиц) по факту убийства Наби Гасангусейнова и Гасангусейна Гасангусейнова изъято из производства следственного управления Следственного комитета Российской Федерации по Республике Дагестан и для дальнейшего расследования передано в центральный аппарат СК России.[47]
- 7 октября 2018 года родители убитых братьев и их адвокат Джамбулат Гасанов в доме Журналистов в Москве провели пресс-конференцию и представили доклад со всеми известными им фактами имеющими отношение к делу[11].
- 20 декабря 2018 в ходе Пресс-Конференции Президента Российской Федерации Владимира Владимировича Путина журналистка ГТРК Дагестан Елена Еськина задала вопрос об этом убийстве и попросила помочь наконец поставить точку в этом деле. Путин ответил, что первый раз слышит об этом и обязательно займётся этим вопросом, а также дал поручение Главе СК РФ Бастрыкину заняться этим делом[34][35].
- 10 марта 2020 года Следственный Комитет в очередной раз отказал в возбуждении уголовного дела в отношении бывшего начальника ОМВД по Шамильскому району Ибрагима Алиева[48].